# Sampués
Sampués es un municipio colombiano del occidente del departamento de Sucre, ubicado en la subregión de La Sabana. Su población es de  52,591 habitantes, de los cuales 18 822 pertenecen al pueblo zenú. 
El municipio es reconocido por ser uno de los principales centros de elaboración del sombrero vueltiao, símbolo cultural de Colombia, y por la celebración del Reinado Nacional del Sombrero Vueltiao.

## Toponimia
El topónimo Sampués deriva de One Sampuí, nombre del cacique indígena que gobernaba el lugar a la llegada de los españoles a finales del siglo XVI. La comunidad de Sampuí se había impuesto antes sobre el pueblo del cacique Tumbalí, con quien guerreó hasta apoderarse de sus tierras. Se cree que ambas tribus, la de Tumbalí y la de Sampuí pertenecían al grupo étnico zenú, y que hablaban dialectos de la lengua Guahiba o Guamacó, extinta a finales del siglo XVIII.

## División Político-Administrativa
Además de su Cabecera municipal. Sampués tiene bajo su jurisdicción los siguientes Centros poblados:
- Achiote Abajo
- Achiote Arriba
- Bossa Navarro
- Ceja del Mango
- Escobar Abajo
- Escobar Arriba
- Mata de Caña
- Mateo Pérez
- Piedras Blancas
- Sabanalarga
- San Luis
- Santa Inés de Palito
- Santa Teresa
- Segovia

## Historia
Sampués fue un poblado prehispánico, que aparece en el listado de encomiendas de la provincia de Cartagena de 1590 y 1610, siendo sus encomenderos Fernando de Padilla y su hijo  Alonso de Padilla Acosta respectivamente. Cuando murió el último encomendero en 1725 Sampués fue elevado a la categoría de Resguardo Indígena, hasta que el 12 de noviembre de 1920 el Estado colombiano suprimió el resguardo y las tierras fueron rematadas a particulares.
Con la llegada del periodo republicano las autoridades indígenas fueron sustituidas por autoridades civiles, teniendo Sampués las categorías de parroquia, distrito parroquial, distrito municipal y municipio.

### Nuevo Reino de Granada
Sampués fue un incipiente asentamiento prehispánico de los indígenas Zenúes. Cuando los españoles llegaron al territorio repartieron a Sampués y pueblos indígenas cercanos en encomienda a las familias conquistadoras de la provincia de Cartagena, correspondiendo Sampués a la familia Padilla, quien la usufructuó por tres generaciones.
Las referencias más antiguas del poblado indígena son de 1590 y 1610, años en que la Corona ordenó visitas a los indios para supervisar que los encomenderos les dieran un buen trato. Inicialmente el poblado es nombrado "Sanpues", "Sanpuez" y "Sampués", y luego, a principios del siglo XVIII se le bautiza con el nombre de San Juan Evangelista de Sampués, pues la parroquia fue puesta bajo el patronazgo de San Juan Evangelista, y en recuerdo del cacique Sampuit, quien disputó la tierra con el cacique Tumbalí y salió vencedor.
En 1675, en la provincia de Cartagena, existían 21 resguardos indígenas, entre los cuales se contaba el de Sampués. Al desaparecer el titular de la encomienda Alonso de Padilla (hijo), el cual administraba el antiguo pueblo de Sampués, y quedando éste a potestad de la Corona española, ésta entregó las tierra a un grupo de indígenas para que fundaran su propio Resguardo. Las tierras del resguardo se extendía desde el cerrojo de la iglesia hasta una legua (5 km) a la redonda. Las demarcaciones se hacían con cruces, y todavía hay vestigios de esa demarcación.
En 1675 el resguardo de San Juan evangelista de Sampués fue visitado por el oidor Jacinto de Vargas Campuzano, quien llegó para supervisar algunas quejas por malos tratos a los naturales, además de disminuir tributos y conformar linderos, que son los que hoy tiene el municipio de Sampués.

### Época de la independencia
Durante la Independencia, Sampués fue un importante bastión realista. Su Cura párroco, Pedro Antonio Vásquez, junto con los párrocos de Chinú y Sincelejo, se levantó con la población en rebelión contra el movimiento independentista de Cartagena en 1812, movimiento que se denominó "Revolución de los Curas".

### sigloXX
Sampués tuvo especial importancia durante la guerra de los Mil Días, pues fue allí donde una comisión del gobierno conservador y los rebeldes liberales dirigidos por Rafael Uribe Uribe entregaron sus armas luego del tratado de paz de Neerlandia en 1902.
A inicios del siglo XX, acogió una importante población de origen sirio-libanés, que fueron dando impulso a la industria ganadera. Una importante inmigración de gitanos llegó también al municipio en la década de 1930, si bien muchos se marcharon después, y hoy los gitanos representan apenas el 0,1 % de la población del Municipio.
El 9 de octubre de 1956 fue avistado un meteorito en la región de Sabanas, y el 27 de marzo de 1957, un incendio reduce a cenizas el barrio La Chivera, surgiendo de su reconstrucción el barrio Millán Vargas. Ya el 21 de febrero de 1898 un incendio había causado numerosos estragos en el centro del poblado.
En 1966, en virtud de la ley 47 de ese año emanada del Congreso de la República, Sampués fue incorporado al departamento de Sucre, que se segregó del departamento de Bolívar.

## Geografía

### Ubicación
el municipio tene una extensión de 209,9 km. Sampués está ubicado al oeste del departamento de Sucre, en la subregión Sabanas, que constituye el declive general de los Montes de María, hacia la depresión Momposina.

### Límites
- Norte: con Sincelejo, capital del departamento de Sucre.
- Sur: con el Municipio de Chinú (Departamento de Córdoba).
- Oriente: con Corozal y El Roble.
- Occidente: con San Andrés de Sotavento (Departamento de Córdoba).

### Altitud
La cabecera municipal se eleva a 160 m s. n. m., el terreno es llano con alturas que oscilan entre 100 y 170 m s. n. m.

### Hidrografía
La hidrografía del municipio de Sampués la constituyen las aguas de escorrentía, producto de las precipitaciones en épocas de lluvias, las cuales, de acuerdo a su topografía, se desplazan del noroeste al sureste para desaguar en la Ciénaga de Machado del municipio de San Benito Abad.
A Sampués lo bañan los arroyos Canoas, Pachotó, Payorró, Escobal, Mochá, Corozalito, San Francisco, El Tigre y Achiote, entre otros, mientras que de agua potable se abastece del acuífero de Morroa.

## Economía
La principales actividades económicas de Sampués son las agropecuarias y las artesanales, pues en el municipio se fabrica el famoso sombrero vueltiao. Actualmente es uno de los municipios más prósperos de Sucre. Posee numerosas haciendas ganaderas para levante y engorde, y al sur del municipio se desarrolla la actividad agrícola con cultivos de yuca, ñame, sésamo, caña de azúcar, maíz, arroz, etc.
Sampués es el quinto municipio sucreño en población, pero es uno de los más prósperos del departamento, contando con numerosas fábricas de muebles que exhiben sus hermosos productos sobre la carretera troncal de occidente, que enlaza a Sampués con las principales ciudades del país. 

## Cultura

### Reinado Nacional del Sombrero Vueltiao
En el municipio de Sampués se celebra cada año, a finales de diciembre, el Reinado Nacional del Sombrero Vueltiao, con el que se le rinde tributo a esta prenda elaborada artesanalmente en fibra de caña flecha. En este certamen los asistentes pueden ver a las candidatas participantes, que bailan al ritmo de la cumbia sampuesana, durante el desfile de carrozas.

### Corralejas
Las corralejas se celebran entre el 27 de diciembre y el 1 de enero.

### Resguardo indígena
Desde 1983, y con el apoyo de los diferentes movimientos indígenas, se está recuperando el resguardo original dejado por los españoles, cuya geografía se extendía hasta las orillas de la ciénaga de Momil, y del cual hacían parte todos los municipios de la zona. Hasta el año 2007 solo se había podido reagrupar un conglomerado de habitantes que intentan conservar sus raíces indígenas.

## Lugares de interés
- Artesanías sobre la carretera troncal.[11]
- Resguardo Indígena y Cabildos menores de Escobar Arriba y Achiote.

## Estructura organizacional municipal
| Sampués      | Sampués     | Sampués                    |
| Departamento | Código DANE | Categoría municipal (2023) |
| ------------ | ----------- | -------------------------- |
| Sucre        | 70670       | Sexta                      |

- Personería: Es un centro del Ministerio Público de Colombia que ejerce, vigila y hace control sobre la gestión de las alcaldías y entes descentralizados; velan por la promoción y protección de los derechos humanos; vigilan el debido proceso, la conservación del medio ambiente, el patrimonio público y la prestación eficiente de los servicios públicos, garantizando a la ciudadanía la defensa de sus derechos e intereses.

- Concejo Municipal: Es la suprema autoridad política del municipio. En materia administrativa sus atribuciones son de carácter normativo. También le corresponde vigilar y hacer control político a la administración municipal. Se regulan por los reglamentos internos de la corporación en el marco de la Constitución Política Colombiana (artículo 313) y las leyes, en especial la Ley 136 de 1994 y la Ley 1551 de 2012.

Constituido por 13 concejales por un periodo de 4 años. 
- Alcaldía Municipal: En esta se encuentra la administración municipal y las entidades descentralizadas del municipio.

El Alcalde se pronuncia mediante decretos y se desempeña como representante legal, judicial y extrajudicial del municipio. El actual Alcalde municipal es Javier Geney Pérez (2024-2027), elegido por voto popular.
- JAL. Sin constitución alguna en los corregimientos del municipio.

## Servicios públicos
- Energía Eléctrica: Afinia, del grupo EPM, es la empresa prestadora del servicio de energía eléctrica.
- Gas Natural: Surtigas es la empresa distribuidora y comercializadora de gas natural en el municipio.